# Rhacophorus bimaculatus
Espèce
Synonymes
- Leptomantis bimaculata Peters, 1867
- Philautus zamboangensis Taylor, 1922

Statut de conservation UICN

 LC  : Préoccupation mineure
Rhacophorus bimaculatus est une espèce d'amphibiens de la famille des Rhacophoridae.

## Répartition et habitat
Cette espèce est endémique des Philippines. Elle se rencontre sur les îles de Luçon, de Bohol et de Mindanao,.
Elle vit près des cours d'eau et mares, dans les forêts primaires de plaine et de basse montagne.

## Homonymie
- Rhacophorus bimaculatus Boulenger, 1882 est un synonyme de Rhacophorus bipunctatus Ahl, 1927.

## Publication originale
- Peters, 1867 : Herpetologische Notizen. Monatsberichte der Königlichen Preussischen Akademie der Wissenschaften zu Berlin, vol. 1867, p. 13-37 (texte intégral).